# Rolling Rock
Rolling Rock ist ein US-amerikanisches Pale-Lager-Bier der Latrobe Brewing Company mit einem Alkoholgehalt von 4,5 %, das 1939 erstmals hergestellt wurde.

## Geschichte

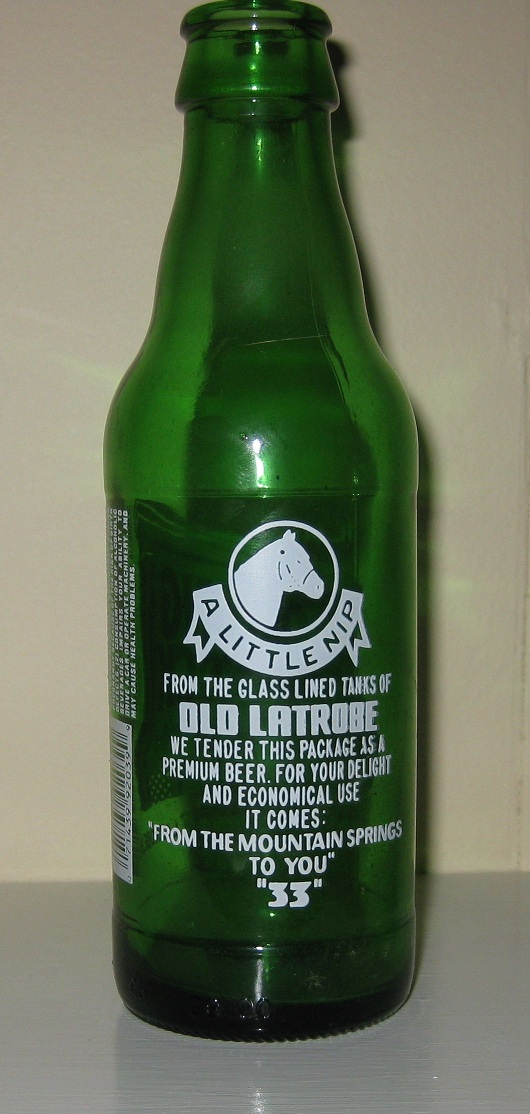
Originale Rolling Rock-Flasche mit der Nummer „33“

1933 wurde die Latrobe Brauerei in Latrobe, Pennsylvania von der Familie Tito gekauft, im selben Jahr als der 18. Zusatzartikel zur Verfassung und damit die 1919 eingeführte Alkoholprohibition aufgehoben wurde. Sechs Jahre später, 1939, wurde die Marke Rolling Rock eingeführt, die nach den smooth pebbled streams (deutsch glatte Kieselströme) benannt wurde, aus denen das Bier hergestellt wurde.
Im Jahr 1974, zum 35. Jubiläum der Einführung des Biers, sind bereits 420.000 Barrel Bier produziert worden.
Die Brauerei konnte weiter wachsen und wurde 1992 zur achtgrößten Brauerei der Vereinigten Staaten, zwei Jahre später erreichten sie die Ein-Million-Barrel-Marke.
Im Laufe der Jahre wurden mehrere Varianten des Rolling Rock auf den Markt gebracht, wobei das Light-n-Lo 1985 die erste war.
2006 übernahm Anheuser-Busch für 85 Millionen US-Dollar die Marke Rolling Rock von InBev.

## Nummer 33
Jede Flasche wird mit einer 33 auf der Rückseite verkauft. Da seit dem Beginn dieser Tradition niemand weiß, was diese Nummer bedeutet, ranken sich viele Mythen um ihre Bedeutung. Es gibt einige Theorien über den Ursprung der Nummer 33 (Auswahl):
- 33° F ist die Temperatur, bei der das Rolling Rock gebraut wird und serviert werden sollte
- 1933 ist das Jahr, in dem die Alkoholprohibition abgeschafft wurde
- 33 Quellen fließen angeblich in das Reservoir, aus dem das Bier hergestellt wird
- „33 Schritte gibt es“, sagte einst der Braumeister der Latrobe Brewerey, um von Wasser zu Bier zu gelangen
- 33 war das Pferd eines Besitzers; er und sein Bruder warfen eine Münze, wessen Pferd auf der Flasche verewigt werden sollte
- 33 Worte hat die Stellungnahme zur Qualität auf jeder Flasche
- 33. Tag des Jahres ist der Groundhog Day, ein wichtiger Tag im Herkunftsstaat des Bieres Pennsylvania

## Vertriebene Größen
Das Rolling Rock wird in den für die Marke typischen grünen Flaschen verkauft, ist aber auch in anderer Form erhältlich:
- Flasche 0,19 l bzw. 0,34 l
- Dose 0,34 l bzw. 0,49 l bzw. 0,76 l
- Fass